# Birmingham Open 1978
Il Birmingham Open 1978 è stato un torneo di tennis giocato sull'erba. È stata la 1ª edizione del torneo, che fa parte della categoria ATP World Series nell'ambito del Colgate-Palmolive Grand Prix 1978. Si è giocato a Birmingham in Gran Bretagna dal 12 al 18 giugno 1978.

## Campioni

### Singolare maschile
Jimmy Connors ha battuto in finale  Raúl Ramírez con il punteggio di 6–3 6–1 6–2

### Doppio maschile
Dick Stockton /  Erik Van Dillen hanno battuto in finale  José Luis Clerc /  Belus Prajoux con il punteggio di 4–6 6–1 3–6 8–6 6–3